# Igreja de Santa Maria Madalena em Cannaregio
La Maddalena (em italiano:  Santa Maria Maddalena in Cannaregio) ou Igreja de Santa Maria Madalena em Cannaregio é uma igreja em Veneza, Itália, no sestiere Cannaregio e dedicada a Maria Madalena.

## História
Sabe-se de uma igreja no local já em 1222, propriedade da família patrícia dos Balbo. Quando, em meados do século XIV, o senado de Veneza criou um feriado para celebrar a festa de Santa Maria Madalena, decidiu-se ampliar a igreja, incluindo a torre de vigia, que foi transformada numa torre sineira.
A igreja foi restaurada no início do século XVIII, e, em 1780, foi inteiramente reconstruída com base num projeto de Tommaso Temanza, de planta circular inspirada pelo Panteão de Roma. A torre sineira foi demolida em 1888. A mais notável característica da igreja é seu portal, decorado com símbolos maçônicos na parte superior, uma provável referência à ligação dos Balbo com os templários. O interior segue uma planta hexagonal com quatro capelas laterais e um presbitério.
Do lado de fora da abside está um baixo relevo do século XV da Madona com o Menino.